# Arina Sergejewna Bulatowa
Arina Sergejewna Bulatowa (russisch Арина Сергеевна Булатова, englische Schreibweise Arina Bulatowa; * 18. April 2006) ist eine russische Tennisspielerin.

## Karriere
Bulatowa spielt bislang vorrangig Turniere auf der ITF Women’s World Tennis Tour, wo sie bislang drei Titel im Einzel und einen im Doppel gewinnen konnte.

## Turniersiege

### Einzel
| Nr. | Datum             | Turnier            | Kategorie | Belag | Finalgegnerin       | Ergebnis      |
| --- | ----------------- | ------------------ | --------- | ----- | ------------------- | ------------- |
| 1.  | 1. September 2024 | Kuršumlijska Banja | ITF W15   | Sand  | Katerina Tsygourova | 6:3, 4:6, 7:5 |
| 2.  | 8. September 2024 | Kuršumlijska Banja | ITF W15   | Sand  | Anja Stanković      | 6:2, 6:4      |
| 3.  | 23. März 2025     | Antalya            | ITF W15   | Sand  | Jelysaweta Kotljar  | 6:3, 6:4      |

### Doppel
| Nr. | Datum        | Turnier            | Kategorie | Belag | Partnerin            | Finalgegnerinnen                       | Ergebnis  |
| --- | ------------ | ------------------ | --------- | ----- | -------------------- | -------------------------------------- | --------- |
| 1.  | 31. Mai 2025 | Kuršumlijska Banja | ITF W35   | Sand  | Jekaterina Kasionowa | María Herazo González Draginja Vuković | 6:3, 7:64 |